# عبد الله راعي الفحماء
عبد الله فالح رجعان راعي الفحماء أحد قيادات العمل النقابي في الكويت سابقآ، من مواليد 1958 من قبيلة العوازم هو نائب في مجلس الأمة الكويتي 2008.
- - شغل منصب رئيس نقابة نفط الكويت
  - نائب رئيس الاتحاد العام لعمال الكويت
  - عضو مجلس إدارة مؤسسة التأمينات الاجتماعية واللجنة الاستشارية العليا لشؤون العمل
  - ممثل الاتحاد العربي وقارة آسيا في اللجنة المالية للاتحاد العالمي للعمال
- حاز على عضوية مجلس الامة عام 2003. 2006. 2008>